# Von Dotzen
von Dotzen eller van Dotzem, är en tysk adelsätt, varav en gren inkom till Sverige under 1300-talet under kung Albrekt av Mecklenburgs regering med sedermera hövitsmannen på Åbo slott, Ernst von Dotzen.
Vapen: Enligt Siegel aus dem Revaler Rathsarchiv: En snedbjälke från höger, belagd med tre tänder eller bärgkäglor. Hjälm, av påfågelsfjädrar prydd hjälm mellan två rosor. 

## Ernst von Dotzen
Ernst von Dotzen kallas i svenska källor ibland för Ernst van Dotzem, och är med det senare namnet nämnd i Svenskt Diplomatariums huvudkartotek över medeltidsbreven mellan 1367 och 1380. 
Omnämnandet första gången 12 juli 1367, daterat i Örehamn (Grankullavik) : 
| ”           | Kung Albrekt anmodar Didrik Viereggede, Nils Kettilsson (Vasa) och Ernst van Dotzem att rasera Kumo slott och uppbygga det på annat ställe, så att invånarna i Satakunda inte betungas, prejudiceras eller skadas. | „ |
| – sdhk_9110 | |   |

Han är också nämnd  i finländska Diplomatarium Fennicum under namnet Ernst von Dotzen, där det första dokumentet från 1365 när Konung Albrecht uppmanar sina höfdingar i Finland att i samråd med Ernst (von Dotzen) tillhålla inbyggarne i Nylands och Viborgs höfdingedömen att göra de vanliga utlagorna till Viborgs slott, och skickar stadfästelse på de förlikningar de gjort med invånarne i Finlands landskap, provinser och socknar.   och det sista dokumentet är från oktober 1374, när Ernst van Dotzen erkänner sig hafva hela den tid han var höfding i Finland unnat frihet från utlagor åt godsen Arvassalo och Nuhjala. 
Efter att han lämnat Finland nämns han dock när Johan Kalenske, hvilken den tid Ernst von Dotzen var höfding i Finland för sin andel i Arvassalo ö af Åbo domkyrka tillbytt sig godset Kurittula och 150 mark penningar, återlämnar till domkyrkan nämnda gods, emedan byteshandlingen till följd af svåra, af honom begångna brott, hvarigenom han förverkat lif och egendom, icke egde någon giltighet. 
Sista gången von Dotzen nämns i Diplomatarium Fennicum är 15 september 1396 när han är Johanniterordens härmästare i Tyskland: 
| ” | Tyska härmästaren svarar riksföreståndaren Sten Sture på dennes anhållan om hjälp emot Ryssarne, att han delgifvit påfven, romerska konungen, kurfurstarne och furstarne hvad han förnummit om Ryssarnas okristliga framfart, men att han själf ej kunde gifva någon hjälp, emedan han förpliktat sig att draga emot Tattare och Turkar; har dock tillåtit sin undersåte Konrad von der Watlaw att värfva krigsfolk i Preussen äfvensom Ditrich von Styven att gå i Stures tjänst. | „ |

1398 förefaller Ernst von Dotzen åter vara tillbaka i Tyskland, när han nämns i ett dokument. och förefaller inte lämna senare spår i Sverige.

## Andra nämnda medlemmar i ätten von Dotzen
Bernd von Dotzen är belagd i tyskspråkig litteratur, och kronofogden Erasmus von Dotzen-Wosna är också nämnd i tyska källor.